# Valsinni
Valsinni är en ort och kommun i provinsen Matera i regionen Basilicata i Italien. Kommunen hade 1 486 invånare (2017).